# لگاره
لَگاره نام یکی از روستاهای استان فارس، در واقع شهرستان خنج در مسیر راه فرعی لار به خنج می‌باشد.
آب چاهای این روستا نیمه شیرین، محصولاتش غلات و خرما است.

## در قدیم
لغت‌نامهٔ دهخدا به نقل از جلد هفتم فرهنگ جغرافیایی ایران می‌نویسد:
لگاره ده کوچکی است از توابع شهرستان خنج.